# إيرا جونسون
إيرا جونسون (بالإنجليزية: Ira Johnson)‏ هو لاعب كرة قدم أمريكية أمريكي، ولد في 17 سبتمبر 1880، وتوفي في 1 ديسمبر 1950 في ريتشموند في الولايات المتحدة.